# Ceratobasidium ochroleucum
Ceratobasidium ochroleucum är en svampart som först beskrevs av F. Noack, och fick sitt nu gällande namn av Ginns & M.N.L. Lefebvre 1993. Ceratobasidium ochroleucum ingår i släktet Ceratobasidium och familjen Ceratobasidiaceae.   Inga underarter finns listade i Catalogue of Life.